# بروزویتس
بروزویتس (به آلمانی: Brüsewitz) یک شهر در آلمان است که در نوردوست‌مکلنبورگ واقع شده‌است. بروزویتس ۲٬۲۹۰ نفر جمعیت دارد.